# 오지영 (골프 선수)
오지영(1988년 7월 3일~)은 대한민국의 골프 선수이다.